# Another Froggy Evening
Another Froggy Evening is een Amerikaanse korte animatiefilm uit 1995 onder de regie van Chuck Jones als een van de Merrie Melodies. In de hele film wordt niet gesproken, afgezien van de zangstem van de kikker. Another Froggy Evening werd in 2003 opgenomen in het National Film Registry.
De titel verwijst naar One Froggy Evening die Chuck Jones in 1955 regisseerde.

## Verhaal
Marvin the Martian onthult dat het gekwaak van Michigan J. Frog eigenlijk Martiaans is voor "Zou je me willen horen zingen?" Michigan J. Frog leeft al eeuwen, van het grottijdperk tot het ruimtetijdperk - en met hetzelfde resultaat voor zowel de kikker als zijn hulpeloze vinders.

## Stemmencast
| Acteur        | Personage          |
| ------------- | ------------------ |
| Jeff McCarthy | Michigan J. Frog   |
| Joe Alaskey   | Marvin the Martian |